# Bae Hae-sun
Bae Hae-sun (en hangul, 배해선; nacida en Seúl el 8 de mayo de 1974) es una actriz de Corea del Sur. Es conocida por sus papeles en dramas como ¡Hola y adiós, mamá!, Hotel del Luna y Celos encarnados.

## Biografía y carrera
Bar Hae-sun nació el 8 de mayo de 1974 en Seúl, capital de Corea del Sur. Completó sus estudios en el Instituto de las Artes de Seúl. Hizo su debut como actriz en 2002, desde cuándo ha aparecido en varias películas y dramas televisivos, entre ellos, Judge vs. Judge, A Pledge to God y On Your Wedding Day. También ganó numerosos premios a la mejor actriz musical y fue embajadora de premios musicales.
En junio de 2021 se anunció su incorporación al reparto de la serie de fantasía de Kakao TV The Great Shaman Ga Doo-shim, con el personaje de Hyo-shim. La serie se emitió durante el segundo semestre de ese año.

## Filmografía

### Series de televisión
| Año  | Título                           | Papel                    | Notas                        | Ref.          |
| ---- | -------------------------------- | ------------------------ | ---------------------------- | ------------- |
| 2015 | Yong Pal                         | Ms. Hwang                |                              | [ 2 ]         |
| 2016 | Celos encarnados                 | Doctor Geum Suk-ho       |                              | [ 3 ]         |
| 2017 | Man Who Dies to Live             | Wang Mi-ran              |                              | [ 4 ]         |
| 2017 | Distorted                        | Choi Su-yeon             |                              | [ 5 ]         |
| 2017 | While You Were Sleeping          | Son Woo-joo              |                              | [ 6 ]         |
| 2017 | Judge vs. Judge                  | Moon Yoo-seon            |                              | [ 7 ]         |
| 2018 | Wok of Love                      | Enfermera                |                              | [ 8 ]         |
| 2018 | Come and Hug Me                  | Jeon Yoo-ra              |                              | [ 9 ]         |
| 2018 | A Pledge to God                  | Oh Seon-joo              |                              | [ 10 ]        |
| 2018 | EXIT                             | Woo Jae-hee              |                              | [ 11 ]        |
| 2018 | Hymn of Death                    | Profesora Ueno           |                              | [ 12 ]        |
| 2019 | La vida secreta de mi secretaria | Doctora Park             |                              | [ 13 ]        |
| 2019 | Hotel del Luna                   | Choi Hee-seo             |                              | [ 14 ]        |
| 2019 | VIP                              | Gil-ja                   |                              | [ 15 ]        |
| 2020 | ¡Hola y adiós, mamá!             | Sung Mi-ja               |                              | [ 16 ]        |
| 2020 | SF8                              | Presentadora de noticias | Ep. «Baby It’s Over Outside» | [ 17 ]        |
| 2020 | Twenty-Twenty                    | Chae Yoon-jung           |                              | [ 18 ]        |
| 2020 | Está bien no estar bien          | Kang Eun-ja              | Ep. 5-7                      | [ 19 ]        |
| 2020 | Hacia el círculo                 | Won So-jung              |                              | [ 20 ]        |
| 2020 | Alice                            | Kim In-sook              |                              | [ 21 ]        |
| 2020 | Start-Up                         | Lee Hye-won              |                              | [ 22 ]        |
| 2021 | Oh My Ladylord                   | Jung Sang-eun            |                              | [ 23 ]        |
| 2021 | Estamos muertos                  | Park Eui-won             |                              | [ 24 ]        |
| 2021 | Penthouse: War In Life 3         | Yoon Kyung-eun           |                              |               |
| 2021 | Hometown Cha Cha Cha             | Lee Min-young            |                              |               |
| 2021 | Inspector Koo                    | Jung-yeon                |                              |               |
| 2021 | Happiness                        | Oh Yeon-ok               |                              | [ 25 ]        |
| 2022 | Bad and Crazy                    | Hong Seok-kyung          |                              |               |
| 2022 | Why Oh Soo Jae?                  | Ji Soon-ok               |                              |               |
| 2022 | Amor por contrato                | Kim Seong-mi             |                              | [ 26 ]        |
| 2022 | Curtain Call                     | Yoon Jung-sook           |                              | [ 27 ]        |
| 2023 | Curso intensivo de amor          | Nam Haeng-ja             | Aparición especial           | [ 28 ]        |
| 2023 | Numbers                          | Ahn Seung-yeon           |                              | [ 29 ]        |
| 2024 | Ella de día, otra de noche       | Na Ok-hee                |                              | [ 30 ] [ 31 ] |
| 2024 | Borrador de malos recuerdos      | Jo Yeon-sil              |                              | [ 32 ] [ 33 ] |
| 2025 | For Eagle Brothers               | Jang Mi-ae               |                              | [ 34 ] [ 35 ] |
| 2025 | Otro brindis para el amor        | Baek Hye-mi              |                              | [ 36 ]        |

### Series web
| Año     | Título                            | Personaje      | Plataforma | Notas        | Ref.   |
| ------- | --------------------------------- | -------------- | ---------- | ------------ | ------ |
| 2020    | Twenty-Twenty                     | Chae Yoon-jung |            |              | [ 37 ] |
| 2021    | The Great Shaman Ga Doo-shim      | Hyo-shim       | Kakao TV   |              | [ 1 ]  |
| 2021    | Going to the Blue House Like This | Cha Jeong-won  | Wavve      | Protagonista |        |
| 2022    | Estamos muertos                   | Park Eun-hee   | Netflix    |              | [ 38 ] |
| 2022-23 | La gran apuesta                   | Lee Sook-jaa   | Disney+    |              | [ 39 ] |

### Películas
| Año  | Título                         | Papel                 | Ref.   |
| ---- | ------------------------------ | --------------------- | ------ |
| 2002 | Who are You?                   | Soo-hyun              | [ 40 ] |
| 2018 | On Your Wedding Day            | Madre de Seung-hee    | [ 41 ] |
| 2019 | Svaha                          | Médico de autopsia    | [ 42 ] |
| 2019 | Romang                         | Kim Jung-hee          | [ 43 ] |
| 2019 | Long Live The King: Mokpo Hero | No Gap-soon           | [ 44 ] |
| 2020 | Innocence                      | Esposa del mayor Choo | [ 45 ] |
| 2020 | Samjin Company English Class   | Ban Eun-kyung         | [ 46 ] |
| 2024 | The Roundup: Punishment        | Madre de Jo Sung-jae  |        |